# Jeepers Creepers (cómic)
Jeepers Creepers: The Comic es una serie de historietas publicadas por Dynamite Entertainment basadas en la franquicia Jeepers Creepers creada por Victor Salva en el 2001. La historia y los guiones del cómic fueron escritos por Marc Andreyko mientras que las ilustraciones estuvieron a cargo Kewber Baal.
El cómic fue aprobado por Dynamite después del estreno de Jeepers Creepers 3 en 2017, esto para celebrar el Aniversario 17 del estreno de la primera película de la franquicia.

## Contenido
La historia se centra en un joven investigador y estudiante de posgrado, Devin Toulson, que durante una de sus expediciones descubre la existencia de The Creeper, un antiguo demonio que despierta cada 23 años para alimentarse de seres humanos por 23 días antes de regresar a su hibernación, poco a poco descubrirá la relación de la temible criatura con los Mayas y Aztecas pero no sabe que la criatura ha despertado de su hibernación en su búsqueda, mientras Devin descubrirá que su mitológico descubrimiento es más que una simple leyenda.

## Producción
El 18 de julio de 2017, MGM y Dynamite Entertainment firmaron un contrato para elaborar una adaptación de las dos primeras películas de Jeepers Creepers y también de la franquicia Pumkpkinhead. En la Comic-Con San Diego, Andreyko reveló detalles de la trama asegurando que en vez de adaptar Jeepers Creepers del 2001 y Jeepers Creepers 2 del 2003, se realizaría una trama que ocurriese en la misma línea temporal de la franquicia pero sin tocar los encuentros del Creepers con los hermanos Jenner ni con el equipo de baloncesto Bannon.
El cómic tenía un estreno previsto para septiembre de 2018 para lanzarse junto a la tercera película de la franquicia, Jeepers Creepers 3, el cómic finalmente se lanzó en abril de 2018 con un costo de 3 dólares. Ni el guion ni la producción tiene relación alguna con Victor Salva, creador de la franquicia, sin embargo la historia puede ubicarse en la cronología de las películas.
Para su distribución en Latinoamérica, la empresa Panini compró los derechos del cómic para México.

## Lanzamiento
El lanzamiento de Jeepers Creepers: The Comic estuvo enlazado al lanzamiento del DVD de Jeepers Creepers 3 en los Estados Unidos, Andreyko reveló durante el lanzamiento que el cómic busca expandir el universo de la franquicia, los escenarios del cómic transcurren en desiertos y bosques al contraste con el filme.